# Akkare Akkare Akkare
Akkare Akkare Akkare er en indisk film fra 1990 af Priyadarshan.

## Medvirkende
- Mohanlal som Ramdas
- Sreenivasan som Vijayan
- M. G. Soman som Krishnan Nair IPS / Akira Kurosawa
- Mukesh som Surendran
- Maniyanpilla Raju som Gopi
- Nedumudi Venu som Sivadasa Menon
- Parvathy som Sethulakshmi
- Sukumari